# Hypochnus albocinctus
Hypochnus albocinctus är en svampart som beskrevs av Mont. 1837. Hypochnus albocinctus ingår i släktet Hypochnus och familjen Thelephoraceae.   Inga underarter finns listade i Catalogue of Life.